# Навчально-виховний комплекс № 2 (Покровськ)
Навчально-виховний комплекс №2 — загальноосвітній навчальний заклад І-ІІІ ступенів акредитації у місті Покровську Донецької області.
Розташований за адресою: вул. 1 Травня, 63.
Колишня ЗОШ № 5
Станом на 2017-2018 навчальний рік контингент учнів становить 407, педколектив складається з 25 викладачів.
В закладі створено музей, у якому висвітлені звитяги воїнів ВВв та АТО.

## Джерело-посилання
- Вебсторінка навчального закладу [Архівовано 23 січня 2022 у Wayback Machine.]